# Jacobische Widerstandseinheit
Die Jacobische Widerstandseinheit war eine von dem deutsch-russischen Physiker Moritz Hermann von Jacobi 1848 vorgeschlagene Einheit des Elektrischen Widerstands. Jacobi definierte dabei den Widerstand, der ein willkürlich gewählter Kupferdraht von 7,6 m Länge und 0,67 mm Durchmesser aufgewickelt auf einem Serpentinzylinder aufweist, als eine Widerstandseinheit.
Kopien dieses Zylinders schickte er dann an andere bekannte Physiker seiner Zeit, da aber diese Kopien sehr voneinander abwichen, war die Einheit nicht besonders praktikabel und wurde von der so genannten Siemens-Einheit abgelöst.
1 Jacobische Widerstandseinheit entsprach dabei ca. 0,64 Ohm.